# Point MacKenzie
Point MacKenzie és una concentració de població designada pel cens dels Estats Units a l'estat d'Alaska. Segons el cens del 2000 tenia 111 habitants.

## Demografia
Segons el cens del 2000, Point MacKenzie tenia 111 habitants, 39 habitatges, i 26 famílies La densitat de població era de 0,3 habitants/km².
Dels 39 habitatges en un 25,6% hi vivien nens de menys de 18 anys, en un 61,5% hi vivien parelles casades, en un 0% dones solteres, i en un 30,8% no eren unitats familiars. En el 17,9% dels habitatges hi vivien persones soles el 17,9% de les quals corresponia a persones de 65 anys o més que vivien soles. El nombre mitjà de persones vivint en cada habitatge era de 2,85 i el nombre mitjà de persones que vivien en cada família era de 3,26.
Per edats la població es repartia de la següent manera: un 28,8% tenia menys de 18 anys, un 8,1% entre 18 i 24, un 29,7% entre 25 i 44, un 26,1% de 45 a 60 i un 7,2% 65 anys o més.
L'edat mediana era de 38 anys. Per cada 100 dones hi havia 126,5 homes. Per cada 100 dones de 18 o més anys hi havia 154,8 homes.
La renda mediana per habitatge era de 23.250 $ i la renda mediana per família de 69.688 $. Els homes tenien una renda mediana de 46.563 $ mentre que les dones 0 $. La renda per capita de la població era de 23.228 $. Aproximadament el 17,4% de les famílies i el 22,7% de la població estaven per davall del llindar de pobresa.

## Poblacions més properes
El següent diagrama mostra les poblacions més properes.